# Angelo Bissessarsingh
Angelo Bissessarsingh (* 29. September 1982 in San Fernando; † 2. Februar 2017 in Siparia) war ein trinidadischer Historiker, Kolumnist und literarischer Autor.

## Leben
Angelo Bissessarsingh wurde am 29. September 1982 als ältestes von drei Kindern des Ehepaars Rudolph und Carmen Bissessarsingh geboren. Sein Vater war Lehrer. Einige seiner Vorfahren stammen aus dem Raum Varanasi in Indien und kamen 1867 nach Trinidad, andere haben irische und franko-kreolische Wurzeln.
Schon als Kind war Bissessarsingh fasziniert von Relikten der Vergangenheit. Nach der Schule studierte er Agrarwissenschaften an der University of the West Indies. Nach dem Studium arbeitete er in der Marketingabteilung des Regionalministeriums (Ministry of Local Government) und wechselte 2009 innerhalb des Ministeriums zur Abteilung für Katastrophenschutz.
Von 2012 bis 2016 war Bissessarsingh als Kolumnist für den Trinidad Guardian tätig; die Inhalte seiner Kolumne Back in Times flossen in sein 2015 erschienenes Buch A Walk Back in Time ein.
Ebenfalls 2015 wurde bei Bissessarsingh Bauchspeicheldrüsenkrebs diagnostiziert. In den folgenden zwei Jahren gelang ihm noch die Veröffentlichung zweier Bücher, außerdem arbeitete er weiterhin für den Guardian. Seine Tante Ann Marie Bissessar, Dekanin der sozialwissenschaftlichen Fakultät an der University of the West Indies, beklagte, das zuständige Onkologiezentrum in Port of Spain habe die für Bissessarsinghs Behandlung notwendigen Medikamente teils monatelang nicht besorgen können. 2016 wurde ihm die Hummingbird Medal in Gold verliehen, außerdem die Schlüssel der Stadt San Fernando und der Titel „Honorary Distinguished Fellow of The Arts“ der University of Trinidad and Tobago. Bissessarsingh starb am 2. Februar 2017 im Alter von 34 Jahren im Haus seiner Eltern.
Der trinidadische Präsident Anthony Carmona rief anlässlich Bissessarsinghs Tod dazu auf, seine Bücher in den Lehrplan der Schulen des Landes aufzunehmen. Die gleiche Forderung wurde von der ehemaligen Premierministerin des Landes, Kamla Persad-Bissessar, erhoben. Der ehemalige Bürgermeister von San Fernando Kazim Hosein forderte die Einrichtung eines nach Bissessarsingh benannten historischen Museums. Postum wurde Bissessarsingh 2017 der OCM Bocas Prize for Caribbean Literature in der Kategorie Non-Fiction verliehen.

## Werk
Bissessarsinghs Debütwerk ist eine Bestandsaufnahme bedeutender trinidadischer Friedhöfe, ihrer Geschichte und ihrer zum Erscheinenszeitpunkt noch vorhandenen historischen Gräber. Die beiden folgenden Bücher sind thematisch sortierte Sammlungen seiner Kolumnen für den Trinidad Guardian. Pancho's Dilemma ist eine Sammlung miteinander verbundener Kurzgeschichten, die im ländlichen Trinidad um 1900 herum spielen. Woodland Shadows erschien postum.

## Werke
- 2013: Walking with the Ancestors: The Historic Cemeteries of Trinidad. Kairi Heritage, Siparia, ISBN 978-976-8249-03-6.
- 2015: A Walk Back in Time: Snapshots of the History of Trinidad & Tobago. Queen Bishop Publishing, Marabella, ISBN 978-976-8255-17-4.
- 2016: Virtual Glimpses into the Past. Queen Bishop Publishing, Marabella, ISBN 978-976-95954-1-5.
- 2016: Pancho’s Dilemma and Other Stories from the Cocoa Fields. Queen Bishop Publishing, Marabella, ISBN 978-976-95954-3-9.
- 2017: Woodland Shadows: Stories from the Mythology and Folklore of Trinidad and Tobago. Queen Bishop Publishing, Marabella, ISBN 978-976-96007-1-3.

## Auszeichnungen
- 2016: Hummingbird Medal (Gold)
- 2016: Schlüssel der Stadt San Fernando
- 2016: Honorary Distinguished Fellow of The Arts, University of Trinidad and Tobago
- 2017: OCM Bocas Prize for Caribbean Literature, Kategorie Non-fiction, für Virtual Glimpses into the Past (postum)